# Higos de Egipto

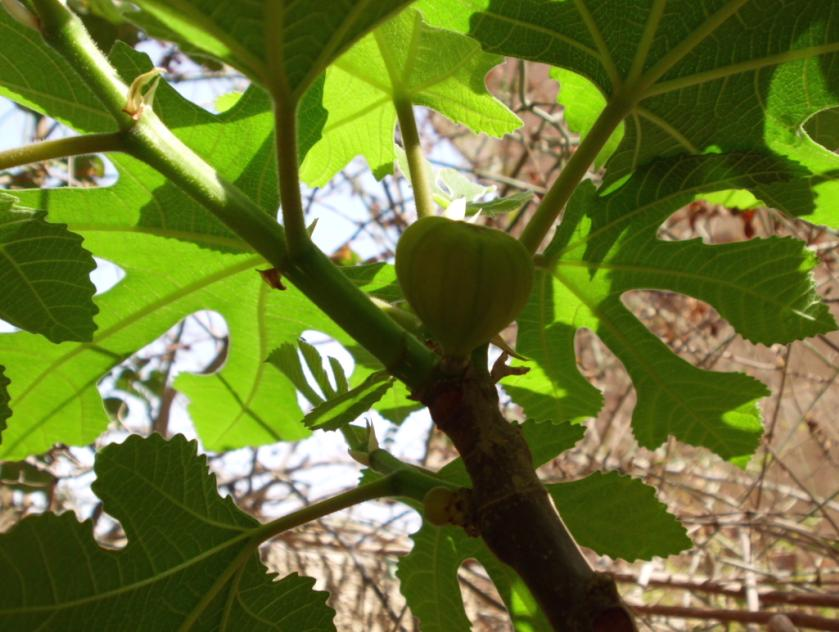
Higuera Ficus carica en El Cairo.

Los Higos de Egipto se cosechan de cultivares de higueras de tipo 'Smyrna', 'San Pedro' e 'higo común' Ficus carica bíferas y uníferas, muy cultivados desde épocas recientes en todo el territorio de clima mediterráneo, anteriormente en la época de Antiguo Egipto las higueras cultivadas fueron los sicómoro (Ficus sycomorus). Se cultivan principalmente para la producción del higo seco paso y otras aplicaciones, pero también se cosechan higos frescos.

## Ubicación
Los higos en Egipto se cultivan con éxito y sus frutos son una de las principales frutas para el consumo local. 
Más del 50% del área total de la higuera se encuentra a lo largo de la costa noroeste del país, así como las gobernaciones del Sinaí.
En general, estas áreas tienen un clima seco donde la precipitación promedio es de unos 120 mm anuales.

## Historia

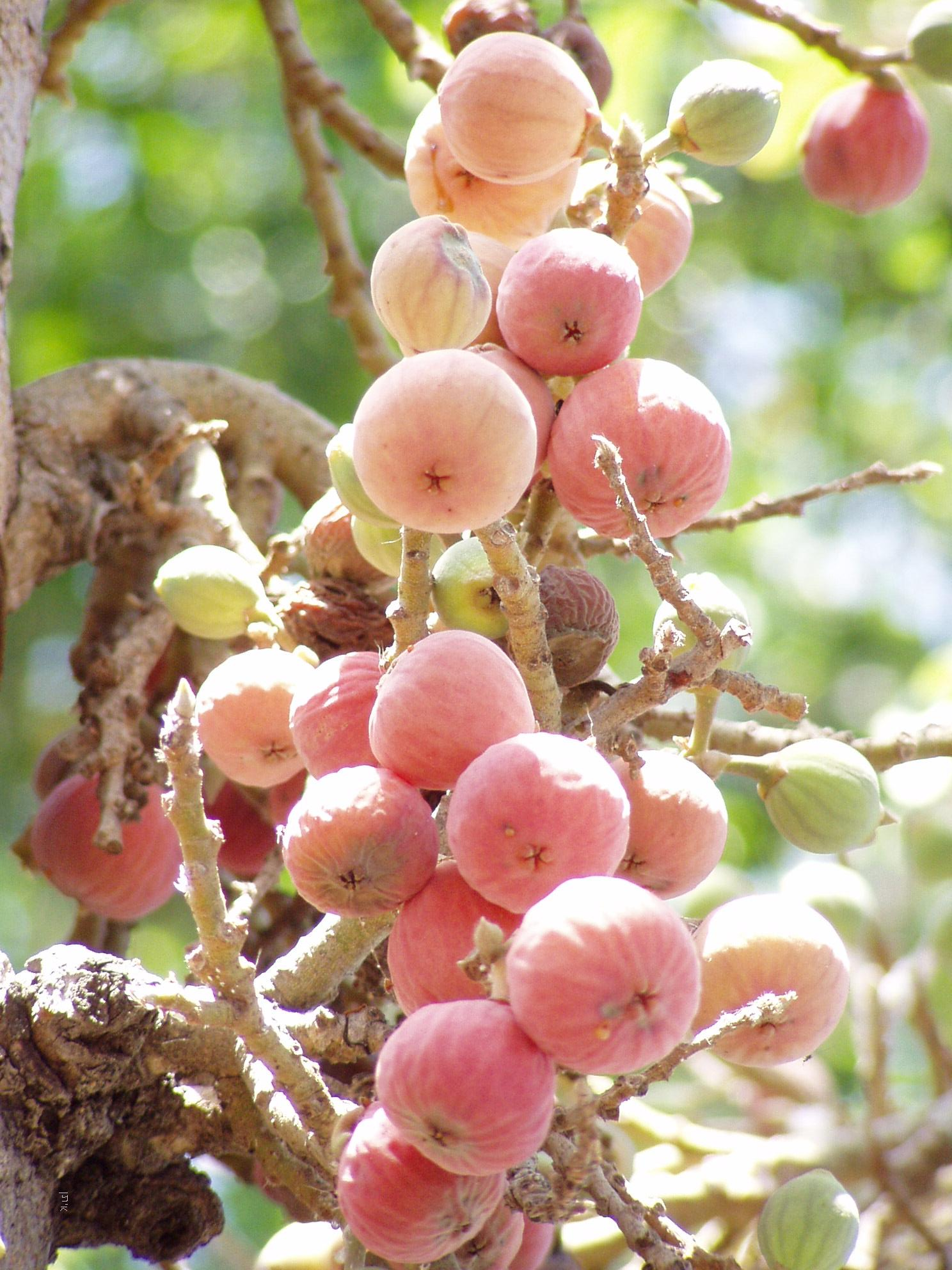
Racimo de frutos del sicómoro (Ficus sycomorus).

La higuera que tuvo una gran importancia en el Antiguo Egipto fue el sicómoro (Ficus sycomorus)
El sicómoro empieza a mencionarse en épocas predinásticas en el Antiguo Egipto. En algunas ocasiones se menciona a Egipto como el "País de los sicomoros", y al árbol se le llamaba falsa higuera o higuera egipcia. Según Zohay y Hopf, los egipcios eran los únicos que cultivaban este árbol, muy fácil de reproducir mediante esquejes.
Debido a su madera incorruptible, los egipcios lo relacionaron rápidamente con la muerte y la resurrección; de ahí que se plantaran cerca de las tumbas y que los ataúdes se construyeran cuando era posible con su madera blanda y ligera. También se hacían amuletos con la forma de sus hojas.
Al principio, la tapa del ataúd  se identificaba con la diosa del cielo Nut, aunque, con el tiempo, el árbol acabó identificándose también con Hathor y con Isis, las tres señoras del sicómoro.
Es normal encontrar representaciones en las que aparecen Hathor o Nut subidas a un sicómoro dando de comer o de beber al ba del difunto. Nut adopta entonces el papel protector y compasivo de Hathor. Como árbol del viajero, era Hathor quien ofrecía sus higos a los viajeros que se encontraban con uno de estos árboles en el camino.
Hathor aparece a veces con la mención de “Dama del sicómoro del Sur”, refiriéndose al árbol que crece en Menfis, ya que el sicómoro de Norte crecía en Heliópolis.
El ataúd de Osiris estaba construido con madera de sicomoro y recibía la sombra del mismo árbol. Ser enterrado en un ataúd de esa madera significaba ser acogido por el abrazo de la gran madre en forma de Isis, Hathor o Nut.
Un jeroglífico muestra dos sicómoros iguales en el horizonte del este como las puertas del cielo por las que emerge cada día el sol, de ahí que también se le conozca como “El gran árbol de horizonte oriental”.
El sicomoro en la tradición cristiana
"El árbol de la Virgen" es un viejo sicomoro que se encuentra en el-Matariya, El Cairo, Egipto. La tradición recoge que en él la Virgen María descansó durante su huida a Egipto.

Higueras en el Antiguo Egipto
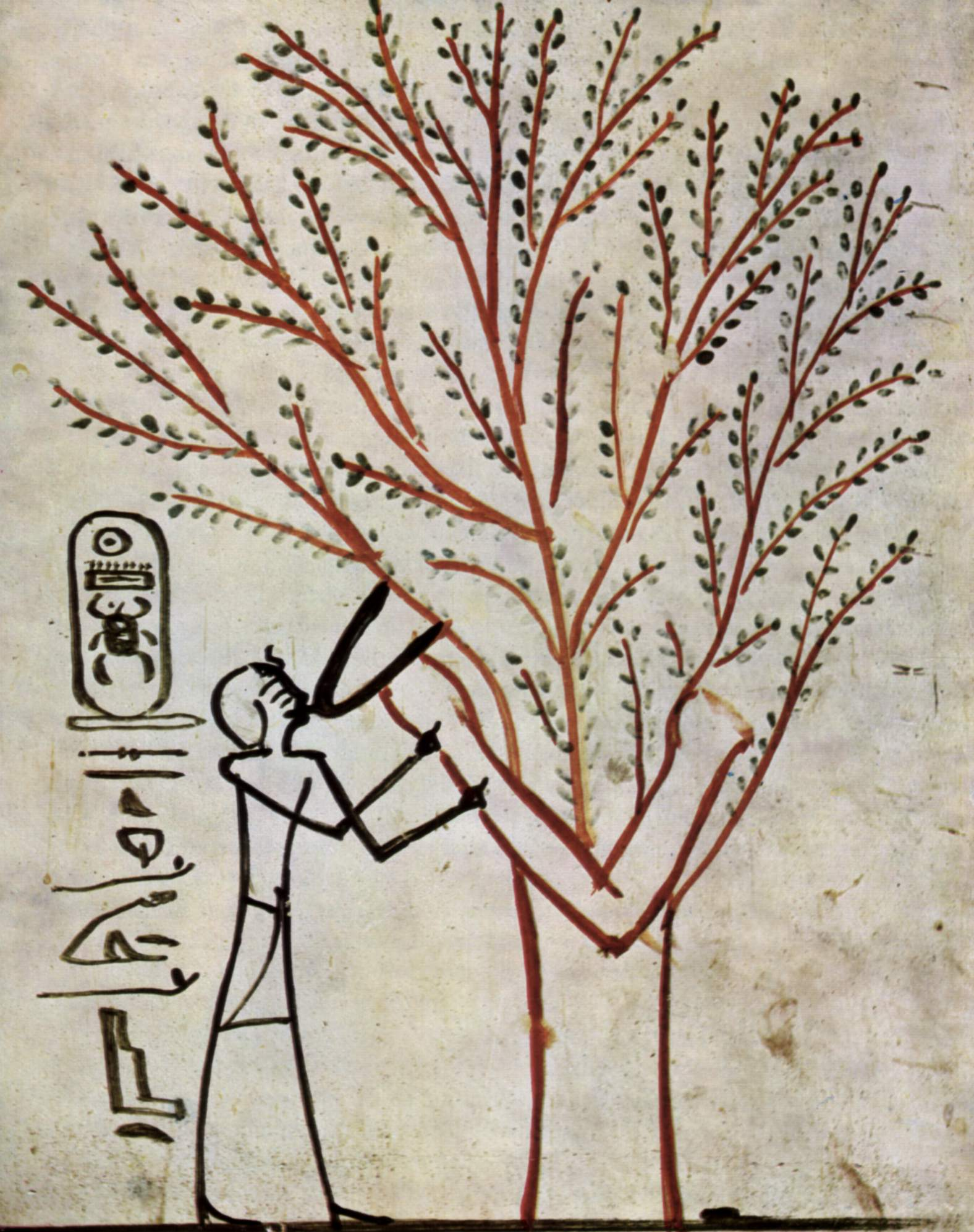
La diosa Isis, en forma de sagrado sicómoro, amamantando al faraón Tutmosis III. Dibujo en la tumba del rey, la KV34.
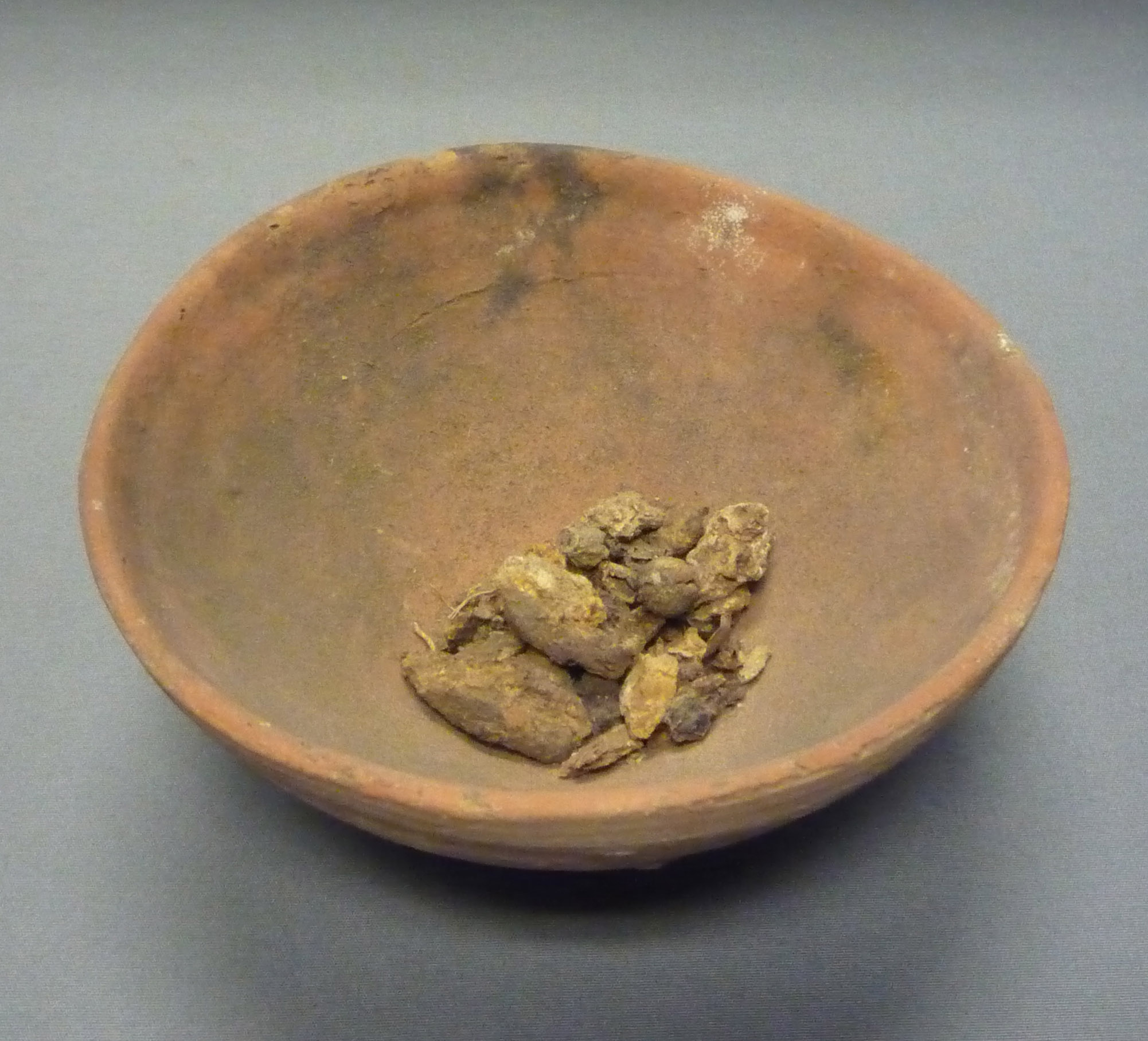
Cuenco con higos encontrado en una antigua tumba egipcia.
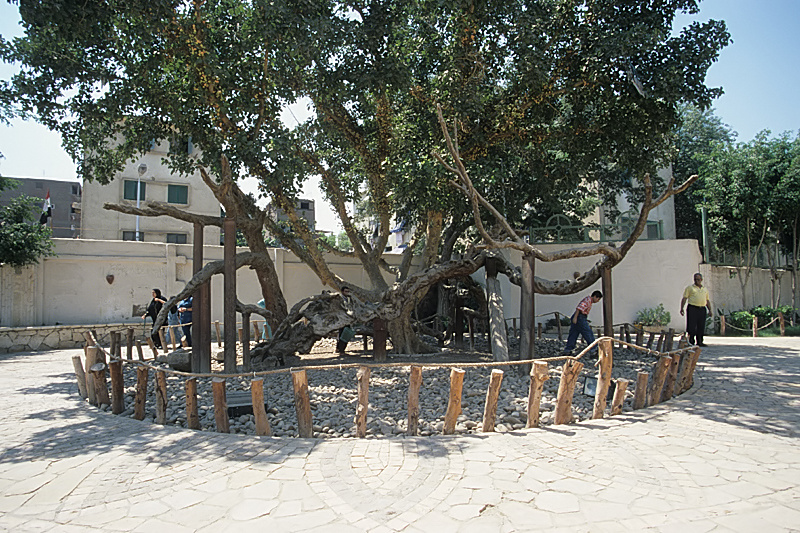
"El árbol de la Virgen", (sicómoro), en el-Matariya, El Cairo, Egipto.

La higuera común (Ficus carica) parece haberse originado en el oeste de Asia, y se cultivó en Egipto desde tiempos antiguos. Su fruta a menudo servía como ofrendas, su madera, por otro lado, rara vez se usaba para madera. Ha ido suplantando al sicómoro en Egipto y sobre todo a raíz de perderse por una plaga la avispa específica que fecunda al Ficus sycomorus. Actualmente quedan escasos ejemplares de sicómoros en Egipto.

"El higo del Monte Ida es rojo, y del tamaño de una aceituna, más redonda sin embargo, y como un níspero en sabor; le dan el nombre de 'Alexandrian' en esas partes. El tallo tiene un codo de espesor; es ramificado, tiene una madera dura y flexible, está completamente desprovisto de todo jugo lechoso, y tiene una corteza verde, y hojas como las del tilo, pero suave al tacto". ....... En cuanto al higo 'Alexandrian', es una variedad negra, con la hendidura inclinada al blanco; se le ha dado el nombre de higo "delicado"
Plinio, Historia Natural, Libro XV, 19 - (eds. John Bostock, H.T. Riley)

.
En la década de 1940 fueron introducidos algunos cultivares de higo por el Ministerio de Agricultura. Seis variedades fueron introducidas desde Palestina, 'Assali', 'Akhardi', 'Abiadi', 'Azraki', 'Amouri' y 'Ahmadi', y cuatro variedades de Creta ('Pyrgos', 'Lefkara', 'Vartika' y 'Vasanata'), Bahgat and Ezzat, (1965) informaron que las variedades palestinas tenían un tamaño pequeño y mala calidad. Sin embargo, las variedades 'Pyrgas' y 'Lefkara' dieron un alto rendimiento con buena calidad en Sids, mientras que 'Vartika' y 'Vasanata' tuvieron éxito solamente a lo largo de la costa noroeste. El cultivar de higuera 'Bol' dio frutos de 60-65 g de peso y el cultivar 'Puskende' produjo frutos de 45 g de peso (Gasanov and Agaev (1989)

## Cultivo de la higuera en Egipto
Dentro del ranking mundial de producción de higos, la producción de Egipto ocupa el segundo puesto detrás de Turquía, el mayor productor de higos del mundo con 305,450 toneladas, y Egipto con 167,622 tn.

## Variedades de higueras en Egipto
La variedad 'Sultani' es la más ampliamente cultivada en el país. Esta variedad tiene varios sinónimos: 'Fayoumi', 'Ramadi', 'Barshoumy', 'Sidi Gaber' y 'Hegazi'. Como tal, el cultivar de higos 'Sultani' podría considerarse la variedad estándar local. Otros cultivares locales como 'Asuani', 'Kommathri', 'Adasi-Abiad', 'Adasi-Ahmer', 'Abboudi' Y 'Kahramani' reciben mucha menos atención en comparación con 'Sultani' cv. Todos estos cultivares producen frutos partenocárpicamente y sus frutas se usan para el consumo en fresco.
| Cultivar | Nº de cosechas                                  | Uso                                                 | Vigencia del cultivo                                                     |
| --- | ----------------------------------------------- | --------------------------------------------------- | ------------------------------------------------------------------------ |
| Higuera „Sultani“ color verde amarillento, sinónimos: 'Fayoumi, 'Ramadi', 'Barshoumy', 'Sidi Gaber', 'Hegazi' (tipo San Pedro) | 2, bífera (junio a julio y agosto a septiembre) | Secado de los higos para su venta o transformación. | Variedad predominante, plantada sola o en asociación con otros frutales. |
| Higuera „Asuani“ (tipo San Pedro)                                                                                              | 2, bífera (junio a julio y agosto a septiembre) | Consumo de higo fresco.                             | Común, presente en plantaciones y en huertas.                            |
| Higuera „Kommathri“ (tipo San Pedro)                                                                                           | 2, bífera (junio a julio y agosto a septiembre) | Consumo de higo fresco.                             | Presencia común en las huertas.                                          |
| Higuera „Adasi-Abiad“ (tipo Higo Común)                                                                                        | 2, bífera (junio a julio y agosto a septiembre) | Consumo de higo fresco.                             | Común, presente en plantaciones de huertas.                              |
| Higuera „Adasi-Ahmer“ (tipo Higo Común)                                                                                        | 2, bífera (junio a julio y agosto a septiembre) | Consumo de higo fresco.                             | Presencia común en las huertas.                                          |
| Higuera „Abboudi“ (tipo San Pedro)                                                                                             | 2, bífera (junio a julio y agosto a septiembre) | Autoconsumo de brevas frescas e higos.              | Presencia común en las huertas.                                          |
| Higuera „Kahramani“ (tipo San Pedro)                                                                                           | 2, bífera (junio a julio y agosto a septiembre) | Autoconsumo de higos frescos.                       | Presencia común en las huertas.                                          |

## Usos y aplicaciones
La variedad 'Sultani' es la más ampliamente cultivada y utilizada en el procesamiento del higo (mermeladas, higos pasos, pastelería). Las demás variedades se utilizan para consumo en fresco.